# Гарбузов Сергій Миколайович
Гарбузов Сергій Миколайович (13 січня 1974) — російський ватерполіст.
Срібний призер Олімпійських Ігор 2000 року, бронзовий призер 2004 року, учасник 1996 року.
Бронзовий призер Чемпіонату світу з водних видів спорту 1994, 2001 років.
Переможець Кубка світу 2002 року.